# Giovanni Domenico Maraldi
Giovanni Domenico Maraldi també conegut amb el seu nom en francès Jean-Dominique Maraldi (Perinaldo, 17 d'abril de 1709 – 14 de novembre de 1788), fou un astrònom nascut a Itàlia nebot de Giacomo F. Maraldi.
Nasqué a Perinaldo, Ligúria. Maraldi anà a Paris El 1727 on fou membre de l'Acadèmia Francesa de les Ciències el 1731. Durant la seva estada, mentre observava el cometa De Chéseaux amb Jacques Cassini el 1746, descobrí dues nebuloses estel·lars, que posteriorment resultaren cúmuls globulars, els coneguts com a M15 i M2. Maraldi es retirà a Perinaldo Itàlia el 1772. El 1935 s'anomenà el cràter lunar Maraldi en honor seu i del seu oncle.